# Demand Notes

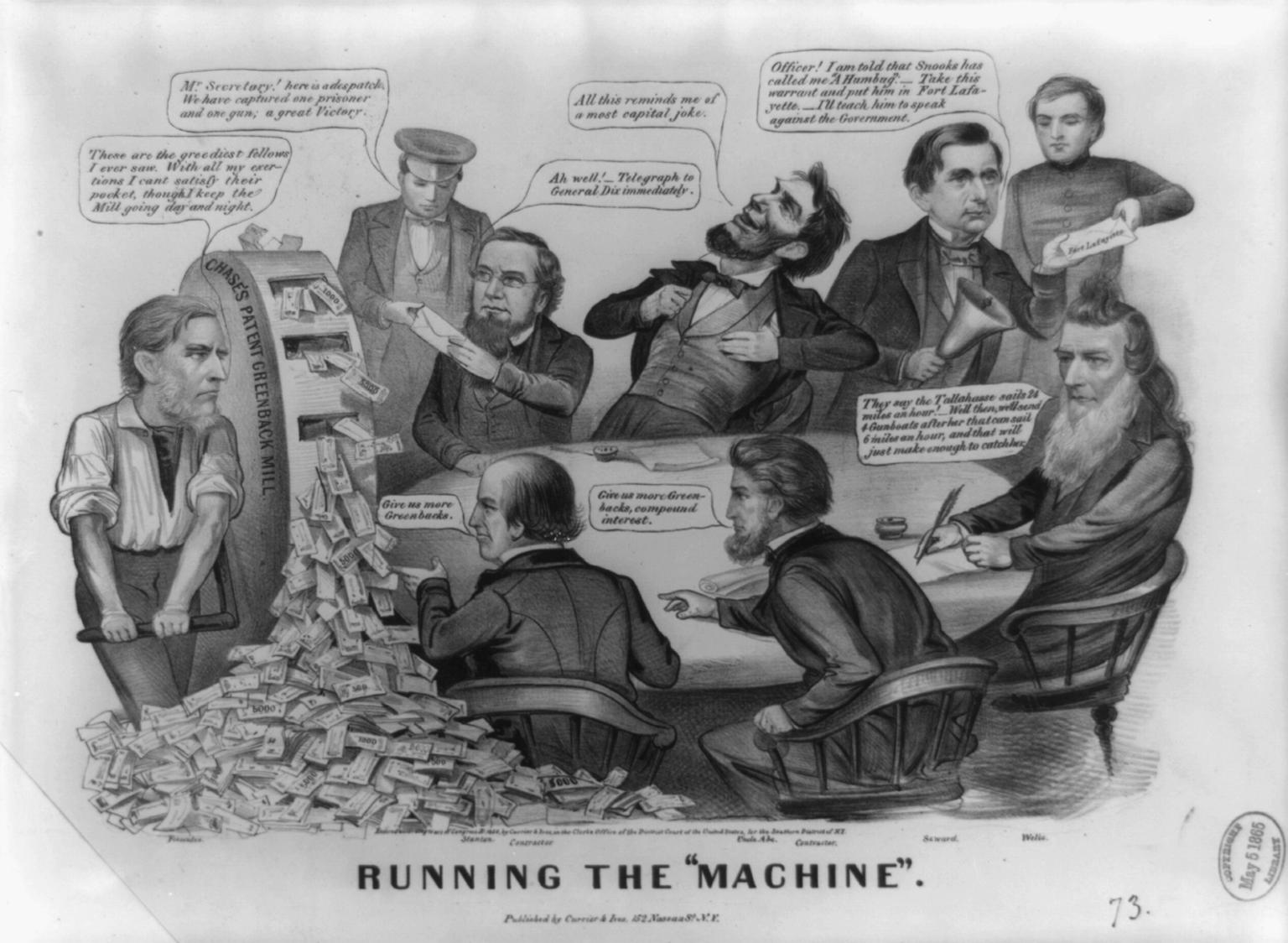
Nidteckning av greenbacksystemet och Lincolns effektivitet avseende kriget. Engelsk titel: Running the "machine"

Demand Notes (populärt kallade för Greenbacks) är de skuld- och räntefria sedlar som gavs ut av den amerikanske presidenten Abraham Lincoln 1861-1862 som ett sätt att lösa den finansiella krisen och finansiera inbördeskriget. Bakgrunden var att Lincoln inte ansåg sig ha råd med de mycket höga räntor som bankerna krävde för att låna ut pengar till kriget. Den lösning han fann var att helt enkelt trycka pengarna själv och dela ut i form av löner till militärer samt som finansiering av diverse andra investeringar. Under senare delen av 1800-talet fanns vid varje val i USA ett tredje parti som förordade en återgång till ett Greenbacks-system. En nutida penningreformist som förordar en återgång till greenbacks-systemet är Ellen Hodgson Brown, USA. På bilden ser vi en kritisk samtida teckning av greenbacks-systemet. En av kommentarerna symboliserar också den kritik som riktades mot Lincoln för att kriget var alltför ineffektivt.